# Roman Kmiecik
Roman Kmiecik (ur. 26 lutego 1889 w Mieleszynie, zm. 9 lipca 1946 w Stawiszynie), polski duchowny katolicki, działacz społeczny, wydawca i publicysta, nazywany Blizińskim powiatu tureckiego.

## Dzieciństwo
Wywodził się z chłopskiej rodziny, od kilku wieków zamieszkałej w Mieleszynie, wsi należącej niegdyś do cysterek z Ołoboku. Od najmłodszych lat był głęboko religijnym dzieckiem. Pod kierunkiem miejscowego proboszcza Stanisława Majewskiego przygotowywał się do nauki w kaliskim gimnazjum. W szkole tej poznał cztery lata starszego od siebie Sławomira Czerwińskiego, późniejszego ministra wyznań religijnych i oświecenia publicznego (w trakcie nauki w Kaliszu mieszkał na stancji u jego matki). W 1905 Czerwiński i Kmiecik organizowali w gimnazjum strajk szkolny. Ich dziełem była petycja do władz, w której młodzież domagała się między innymi wprowadzenia języka polskiego jako wykładowego.

## Studia i pierwsze doświadczenia duszpasterskie
W 1905 Roman Kmiecik wstąpił do Seminarium Duchownego we
Włocławku. Wakacje spędzał zazwyczaj u księdza Majewskiego, który w tym czasie sprawował posługę
duszpasterską najpierw w Licheniu, później w Kramsku. Seminarium ukończył w 1911 i jako diakon wjechał do Petersburga, gdzie zamierzał kontynuować naukę na tamtejszej Akademii Duchownej. Nie pozwolił mu na to jego stan zdrowia. Po kilku miesiącach powrócił do Królestwa Polskiego. 18 grudnia 1911 został wyświęcony i rychło wysłany na wikariat do Rzgowa pod Łodzią, a następnie do Dobrca pod Kaliszem (obecnie dzielnica tego miasta przy trasie do Ostrowa Wielkopolskiego). Kolejną jego parafią były Pabianice. Stamtąd jesienią 1915 przeniesiony został do Koła, gdzie do wakacji 1920 był prefektem gimnazjalnym. Zarządzał jednocześnie kościołem i klasztorem Bernardynów. Zajmował się tym przez cztery lata, do czasu przybycia nowych zakonników.

## Redaktor
W latach 1920-1923 był prefektem gminnym w Radomsku. W dziejach tego miasta zapisał się jako współzałożyciel i zastępca redaktora naczelnego "Gazety Radomskowskiej". Przez rok był dyrektorem Księgarni Powszechnej i Drukarni Diecezjalnej we Włocławku, a przez trzy miesiące pełnił obowiązki redaktora naczelnego "Słowa Kujawskiego".

## Proboszcz w Dobrej
W październiku 1924 objął swoje pierwsze probostwo — parafię Dobra. Zastąpił księdza Ludwika Sperczyńskiego, budowniczego obecnie istniejącego kościoła pod wezwaniem Narodzenia Najświętszej Marii Panny. Tutaj miał już możliwość wykazania się swoją ogromną kreatywnością. Mówiono o nim "dobrski Bliziński".

### Koło Ligi Obrony Powietrznej Państwa
6 stycznia 1925 zorganizował koło Ligi Obrony Powietrznej Państwa, którego został prezesem. Obok niego w Zarządzie zasiadali: jako zastępca W. Gątkiewicz, jako skarbnik Witold Eret (miejscowy aptekarz, pierwszy burmistrz miasta Dobra po I wojnie światowej), jako sekretarz Stanisław Zaborski (lekarz), a także Adam Cerbst (burmistrz Dobrej w latach 1927–1930). Zainteresowanie społeczeństwa działalnością w tej organizacji spadało z roku na rok. W efekcie działalność LOPP ograniczała się do corocznego organizowania "Tygodnia" tej organizacji. Pieniądze na ten cel pochodziły ze składek członkowskich, które wynosiły 50 groszy rocznie. Dochody z imprez przeznaczane były między innymi na budowę lotnisk. Zmniejszały się one sukcesywnie — w 1926 do 160,80 zł, w 1927 do 123,26 zł, a w 1928 99,51 zł. W 1928 zastępcą prezesa (po śmierci dotychczasowego) został burmistrz Cerbst.

### Kółko Rolnicze i spółdzielnia mleczarska
2 lutego 1925 ks. Kmiecik podjął się trudu reaktywowania dobrskiego Kółka Rolniczego. Jego założycielem był w 1912 ks. Ludwik Sperczyński (który pełnił funkcję sekretarza), pierwszym prezesem został Gaszyński (nieznanego imienia), kolejnym Roman Szepe. W pierwszych latach wojny nastąpiła przerwa w działalności Kółka. Ponownie zaczęło funkcjonować w początkach 1917, ale jedynie przez dwa lata (liczba członków dochodziła do 50). Ks. Kmiecikowi udało się ponownie pobudzić organizację do życia. Początkowo zaangażowało się w działalność 25 osób, ale kiedy za pośrednictwem Kółka zaczęto udzielać pożyczek krótkoterminowych, liczba członków znacznie wzrosła. Ks. Kmiecik objął jego prezesurę. Obok niego w Zarządzie zasiadali: J. Antczak, A. Cerbst, W. Kluska, E. Kuszczyński i F. Masiera. Na jednym z posiedzeń Zarządu Kółka zrodziła się inicjatywa założenia Spółdzielni Mleczarskiej. Zebranie założycielskie odbyło się 14 lutego 1926. Także tutaj na czele Zarządu stanął ks. Roman Kmiecik, w skład zarządu weszli Wojciech Kluska i Bruno Stencel, a radę nadzorczą tworzyli Adam Cerbst, Roman Szepe, Sławomir Dzierżawski, Stanisław Rosiak, Józef Antczak i Wincenty Olejnik. Otwarcie spółdzielni nastąpiło 1 maja 1926. Początkowo mleko odstawiało dziesięciu członków, ale ich liczba sukcesywnie wzrastała.

### Bank Spółdzielczy
Ks. Roman Kmiecik był również inicjatorem utworzenia w Dobrej Banku Spółdzielczego. Zebranie 28-osobowej grupy założycielskiej odbyło się 16 października 1927, rejestracja sądowa nastąpiła 14 listopada tego samego roku. Na pierwszym po rejestracji walnym zebraniu wybrano Radę Nadzorczą, w której składzie znalazł się ks. R. Kmiecik. Otwarcie banku nastąpiło 20 listopada 1927. Po niespełna rocznym istnieniu banku liczba jego członków wzrosła do 200, a obroty osiągnęły kwotę 779.606 zł. Pożyczek na sumę 74.993 złotych udzielono 170 osobom.

### Ewangelizacja i edukacja
Ks. Kmiecik ewangelizował swoich parafian między innymi poprzez organizacje religijne. Pierwszą, którą stworzył krótko po objęciu probostwa, było Apostolstwo Modlitwy. Wkrótce działały dwadzieścia cztery piętnastoosobowe kółka skupiające w swoich szeregach głównie dzieci. Dla ich członków ks. Kmiecik sprowadzał 145 egzemplarzy katolickiego pisma "Posłaniec Serca Jezusowego". W 1925 zawiązało się stowarzyszenie misyjne Dzieło Święte Dziecięctwa Pana Jezusa, które po trzech latach skupiało już 180 osób w piętnastu kołach. W 1927 powstało drugie stowarzyszenie misyjne Dzieło Rozkrzewiania Wiary (w 1928 liczyło 80 członków, działających w dziesięciu kołach). Każde koło otrzymywało sprowadzane przez ks. Kmiecika pismo "Pobudka Misyjna".
W 1927 Kmiecikowi ponownie powierzono stanowisko dyrektora Księgarni Powszechnej i Drukarni diecezjalnej we Włocławku.
Roman Kmiecik był jednym z organizatorów kursów dla dorosłych i starszej młodzieży. Odbywały się w okresie zimowym (kończyły w końcu marca), a uczestniczyli w nich głównie analfabeci i osoby nie posiadające pełnego wykształcenia podstawowego. Wspierał także organizację przedstawień dziecięcych, z których dochód przeznaczany był na doposażenie szkoły w pomoce naukowe. Ksiądz Kmiecik stał także na czele Dozoru Szkolnego.

### Książki
W 1928 ks. Roman Kmiecik wydał Kalendarz Parafialny na 1929 rok dla Dobrej i okolicy. Ta stukartkowa książka opracowana została przez niego dla uczczenia dziesięciolecia niepodległości Polski. Zawiera ona kalendarz gregoriański, z dołączonymi do każdego miesiąca żywotami świętych, przysłowiami, poradami gospodarczymi. Wymienia także najważniejsze dni świąteczne kalendarza żydowskiego. Jest zawarty w nim obszerny rys historyczny miasta i dobrskiej parafii. Choć w przedmowie usprawiedliwia się, że brak czasu nie pozwolił mu na dokładniejsze opracowanie kalendarza, to obecnie jest to jednym z najważniejszych dokumentów ilustrujących historię Dobrej. Dotyczy to szczególnie okresu sprawowania przez ks. Kmiecika urzędu proboszcza parafii Dobra. Kalendarz zawiera również informacje na temat gminy Kowale Pańskie, tureckiego starostwa, Urzędu Skarbowego oraz najistotniejszych przepisów prawnych. W części poradnikowej podaje terminy targów i jarmarków w trójkącie: Koło – Aleksandrów Łódzki – Sieradz oraz omawia kwestie zdrowego odżywiania.
Także w parafii Tuliszków Roman Kmicik pozostawił po sobie trwały ślad w postaci Kalendarza Parafialnego na 1935 rok. Oprócz tematyki religijnej, zawarł w nim (podobnie jak w kalendarzu dobrskim) dużą ilość informacji na temat historii parafii i miasta Tuliszków.

### Budowa kościoła
Roman Kmiecik ukończył dzieło swojego poprzednika ks. kanonika Ludwika Sperczyńskiego – budowę nowego kościoła w Dobrej. Dokończono malowanie wnętrza kościoła pod chórem i w kruchcie oraz domalowano sześć stacji Męki Pańskiej i ścianę za głównym ołtarzem.

## Radziejów i Tuliszków
Ks. Kmiecik opuścił miasteczko nad Teleszyną we wrześniu 1930. Z Dobrej przeniósł się do Radziejowa, gdzie objął probostwo jednej z najstarszych na Kujawach parafii pod wezwaniem Wniebowzięcia Najświętszej Marii Panny. W tym czasie otrzymał wysoko przez siebie cenione wyróżnienie — honorową odznakę "Za walkę o polską szkołę". W Radziejowie pracował tylko rok, 17 października 1931 objął cokolwiek zaniedbaną parafię Tuliszków. Wprowadzony tam został przez ks. kanonika M. Włostowskiego, ówczesnego dziekana tuliszkowskiego, proboszcza z Russocic. W nowej parafii ks. Kmiecik wspólnie z wiernymi zorganizował remont budynku kościoła. Zadbał o nowe komże dla ministrantów i asysty. Na płótnie ufundowanym przez miejscowe gospodynie, kaliski plastyk Szczepan Kupiecki wykonał grób na Wielki Piątek. Figurę rezurekcyjną ufundował M. Pilarczyk z Ogorzelczyna. Zakupiono umbrakulum autorstwa rzeźbiarza W. Maciejowskiego z Krakowa, a haft ofiarowany przez A. Baczyńską wykonała Ł. Jarczyńska z Turku. Dwa dywaniki pod boczne ołtarze wykonano we Wróblinie pod kierunkiem nauczycielki B. Kiziów.
W tej parafii ks. Kmiecik zajął się tworzeniem oddziałów Akcji Katolickiej. Na początku 1933 zorganizował tuliszkowski oddział Katolickiego Stowarzyszenia Mężów, w tym samym czasie zorganizował tuliszkowski oddział Katolickiego Stowarzyszenia Kobiet. Jeszcze wcześniej, bo tuż po objęciu tuliszkowskiej parafii, ks. Kmiecik utworzył w Kiszewach Katolickie Stowarzyszenie Młodzieży Męskiej i Katolickie Stowarzyszenie Młodzieży Żeńskiej. W 1932 utworzył Religijne Stowarzyszenie Modlitwy i został jego dyrektorem.
Praca ks. Romana Kmiecika w Tuliszkowie doceniona została już po kilku miesiącach przez biskupa Karola Mieczysława Radońskiego, który w kwietniu 1932 złożył (czternastą z kolei według ksiąg parafialnych) wizytację kanoniczną.
1 lipca 1933 ks. Roman Kmiecik mianowany został dziekanem dekanatu tuliszkowskiego.
Ks. Kmiecik był też twórcą tuliszkowskiego oddziału Ligi Morskiej i Kolonialnej. Zebranie założycielskie odbyło się 21 grudnia 1934, a proboszcz objął funkcję prezesa.
Proboszczem parafii w Tuliszkowie był do roku 1935.

## Po II wojnie światowej
W 1946 Roman Kmiecik administrował tymczasowo parafię Psary. W tym samym roku objął parafię Stawiszyn, zmarł jednak już 9 lipca 1946.